# Гармиза Леся Яківна
Гармиза Леся Яківна (27 грудня 1937 року, Черкаси, УРСР, СРСР — 31 січня 2007 року, Київ, Україна) — українська художниця, графік.

## Біографічні дані
Народилася 27 грудня 1937 року у Черкасах.
У 1963 році закінчила Київський художній інститут (майстерня Г. Якутовича). 
Основна галузь — книжкова графіка. Працювала у видавництвах «Веселка» та «Детская литература», журналах «Барвінок» і «Малятко».
Померла 31 січня 2007 року у Києві.

## Творчість
Оформила такі твори та книжки: 
- «Про бідного чоловіка та Воронячого царя: верховинська казка» (1970),
- «Про мишеня та горобеня: удмуртська казка» (1971),
- «Ворота міста» А. Качана (1977),
- «Дубок» О. Іваненко (1978),
- «Веселка над Сулою» П. Мостового (1979),
- «Бджолиний мед» Б. Комара,
- «Жовтий гостинець» Є. Гуцала (обидві — 1981),
- «Гіркий апельсин» М. Стеценка,
- «Веселе полювання» А. Камінчука (обидві — 1982),
- «Плакала вербичка» (1996; усі — Київ),
- «Мы спросили журавля» П. Воронька (1978),
- «Шмель о солнышке поет» А. Костецького (1981; обидві — «Детская литература»).[1]